# Lista de agraciados da Ordem Militar de Cristo
Esta é uma lista de membros da Ordem Militar de Cristo. Em março de 2017, e apenas com registos desde 1919, esta lista incluía quase 7400 membros desta Ordem.

## Lista de agraciados

### Século XIX
António José de Souza Lima (Comendador) Diário do Governo, número200, de 1869, de 4 de Setembro

### Augusto Carlos Teixeira de Aragão(Cavaleiro)
- Bernardino António Gomes (Cavaleiro)
- D. Alexandre José Botelho de Vasconcelos (Cavaleiro)
- César Gomes Barbosa (Comendador)
- Inácio de Sousa Rolim (Comendador)
- Manuel José Gavinho (comendador)
- José Gavinho Viana (comendador)
- Antônio José Gomes Bastos, 2.º Barão de Catas Altas [3]
- Francisco José Pacheco, Segundo Barão de São Francisco Portugal, Visconde de São Francisco Brasil
- Guilherme Cândido Xavier de Brito (Comendador)-1862
- António Joaquim de Sousa Rego (Comendador) - 1º Visconde de Sousa Rego (* 5 outubro 1821, Caminha; + 12 janeiro 1899)
- Johannes Nolet de Brauwere van Steeland (Comendador)

### Século  XX
- Manoel Caetano de Oliveira
- Manuel de Almeida Amaral
- João Maria Feijóo
- Carlos Carvalhas
- Juvenal de Araújo
- Joaquim Maria de Mendonça Lino Netto
- Manuel José Pinto Osório
- Fernando Abbott Galvão
- Francisco Sá Carneiro, a título póstumo.
- Carlos Alberto da Mota Pinto
- Mário Soares, ex primeiro-ministro português e ex presidente da República Portuguesa.
- Leonardo Ribeiro de Almeida
- Freitas do Amaral
- Vítor Pereira Crespo
- Francisco Pinto Balsemão, ex primeiro-ministro português.
- Joaquim Letria, jornalista.
- Ramalho Eanes, ex presidente da República Portuguesa.
- Gonçalo Ribeiro Telles, arquitecto.
- Jaime Gama, professor, jornalista e politico.
- Rui Machete
- Eurico de Melo, engenheiro e politico.
- José Saraiva Martins
- Carlos Augusto Corrêa Paes d’Assumpção, a título póstumo.
- João de Deus Pinheiro
- Tenente-Coronel António Lopes Dias
- Aristides de Sousa Mendes, a título póstumo.
- António Alçada Baptista
- Carlos de Azeredo
- Cavaco Silva, ex presidente da República Portuguesa
- Durão Barroso, ex primeiro-ministro português e ex  presidente da Comissão Europeia.
- José Cutileiro
- Mota Amaral
- Vasco Joaquim Rocha Vieira
- António Cardoso e Cunha
- Filipe VI da Espanha, atual Rei de Espanha.
- António Mega Ferreira
- Francisco Lucas Pires
- Nuno Krus Abecassis, a título póstumo.
- Ana Gomes
- José Menéres Pimentel
- António Guterres, ex primeiro-ministro português.
- João Salgueiro
- João Henrique Ulrich Jr.
- José Augusto Prestes, ex-presidente do C.R. Vasco da Gama.
- Cyro Aranha, ex-presidente do C.R. Vasco da Gama.
- Guilhermino de Oliveira, Político Brasileiro [4]
- Osvaldo Euclides de Sousa Aranha, advogado, político e diplomata brasileiro, a 31 de maio de 1958

### Século XXI
- Pedro Santana Lopes, ex primeiro-ministro português.
- António Pinto da França
- Gonçalo Santa Clara Gomes
- Fernando Andersen de Guimarães
- José Luís Gomes
- Manuel Fernandes Pereira
- João de Vallera
- Álvaro Mendonça e Moura
- Miguel Sousa (comendador)
- António Vitorino
- António Barreto
- Manuela Ferreira Leite
- João Salgueiro
- Jallys Felipe Francisco e Félix
- Pedro Pires de Miranda
- António de Almeida Santos
- Henrique Nascimento Rodrigues
- Eduardo Catroga
- Rui Moura Ramos
- Fernando Pinto Monteiro
- Carlos César
- Luís Vasco Valença Pinto
- José António Mesquita
- Alexandre do Nascimento
- José Souto de Moura
- José Manuel Garcia Mendes Cabeçadas
- D. Letícia Ortiz Rocasolado (Atual rainha de Espanha)
- Fernando Teixeira dos Santos
- Mariano Gago
- Assunção Esteves
- Guilherme d'Oliveira Martins
- Alberto João Jardim
- José Araújo Pinheiro
- Joaquim de Sousa Ribeiro
- Pietro Parolin
- Príncipe Karim Aga Khan
- Artur Neves Pina Monteiro
- Ricardo da Silva Rabelo
- Antero Alves Monteiro Diniz

## Membros-Honorários

### Instituições
- Associação Académica de Coimbra
- Club Sport Marítimo
- Colégio Militar
- Faculdade de Medicina da Universidade Federal do Rio de Janeiro
- Instituto Militar dos Pupilos do Exército
- Sociedade Histórica da Independência de Portugal
- Sporting Clube de Portugal
- Sport Lisboa e Benfica
- Club de Regatas Vasco da Gama
- Corpo de Polícia de Segurança Pública da Província de Cabo Verde (1974)
- Polícia de Segurança Pública (1988)
- Corpo de Polícia de Segurança Pública de Macau (1991)
- Atlético Clube de Portugal (1951)
- Liga Portuguesa contra o Cancro (2006)
- Lusitano Ginásio Clube (1932)

### Localidades
- Castelo Branco